# Park Chanyeol
Park Chanyeol (Hangul:박찬열) (Seoul, 27 november 1992), beter bekend als Chanyeol, is een Zuid-Koreaanse zanger en auteur. Hij is zanger van de Koreaanse boyband EXO.

## Biografie
Park Chanyeol werd in 1992 geboren in Seoul. Chanyeol deed in 2008 mee met een auditie voor een SM Entertainment. In 2011 sloot Chanyeol zich aan bij de jongensgroep EXO.

## Discografie
- "Delight"[7]
- "Youngstreet"
- "SSFW" (봄 여름 가을 겨울)
- "Tomorrow"

## Filmografie

### Film
- 2015 - Salut d'Amour
- 2016 - So I Married an Anti-fan
- 2020 - 두근두근두근거려
- 2021 - The Box

### Tv-series
- 2008 - High Kick!
- 2012 - To The Beautiful You
- 2013 - Royal Villa
- 2015 - Exo Next Door
- 2017 - Missing 9
- 2018 - Memories of the Alhambra
- 2018 - Secret Queen Makers